# Ignacio Andrade

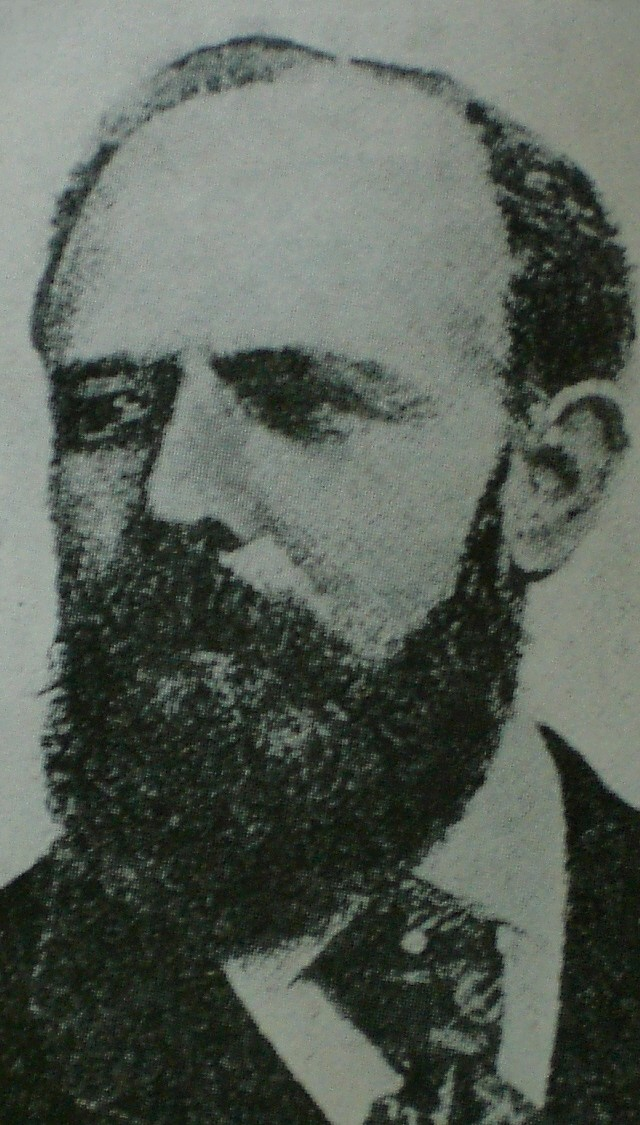
Ignacio Andrade

Ignacio Andrade Troconis (n. 31 iulie 1839, Venezuela – d. 17 februarie 1925, Venezuela) a fost un militar și om politic, președintele Venezuelei în perioada 28 februarie 1898-20 octombrie 1899 și cel de-al 145-lea ministru de externe în perioada 1914-1917.